# Mesochorus ecuadorensis
Mesochorus ecuadorensis är en stekelart som beskrevs av Dasch 1974. Mesochorus ecuadorensis ingår i släktet Mesochorus och familjen brokparasitsteklar. Inga underarter finns listade i Catalogue of Life.